# Банковское право
Банковское право — это самостоятельная комплексная отрасль права, представляющая собой совокупность правовых норм, регулирующих общественные отношения, возникающие в процессе осуществления центральным банком и кредитными организациями, а также регулирования банковской системы и в совокупности всех банковских споров.
В состав банковского права входят как нормы гражданского права (регулирующие создание и деятельность банков как коммерческих организаций, отношения между организациями и их клиентурой), так и нормы финансового права (устанавливающие основные принципы кредитной системы, определяющие статус ЦБ, регулирующие отношения между последним и коммерческими банками, создание и деятельность банков и других кредитных организаций как особых финансовых институтов).

## Банковское регулирование и банковский надзор
Банковское регулирование — это форма государственного регулирования, в соответствии с которой банк подчиняется определённым требованиям, ограничениям и руководящим принципам, предназначенным для создания прозрачности рынка между банковскими учреждениями и лицами и корпорациями, с которыми банки ведут свою деятельность, среди прочего. Поскольку регулирование сосредоточено на ключевых факторах на финансовых рынках, оно образует один из трёх компонентов финансового права, наряду с прецедентным правом и саморегулируемым рыночным механизмом.
Задачами регулирования и надзора в банковском секторе являются поддержание стабильности банковской системы и защита интересов вкладчиков и кредиторов.
Учитывая взаимосвязанность банковской отрасли и зависимость национальной (и мировой) экономики от банков, сохранение контроля над стандартизированной практикой этих учреждений со стороны регулирующих органов является весьма важной задачей. Кроме того, финансовое право главным образом сосредоточено на финансовом (банковском) рынке, рынке капитала и страховой отрасли. Сторонники такого регулирования особо подчёркивают системозначимость этой отрасли (англ. too big to fail), поскольку большинство финансовых учреждений (особенно инвестиционные и коммерческие банки) обладает огромным контролем над экономикой, при неплатёжеспособности которых последствия могут быть весьма разрушающими. Вместе с тем, именно данное суждение также служит предпосылкой для правительственного пакета финансовой помощи (англ. bailout) в кризисных ситуациях, в рамках которой государственная финансовая помощь предоставляется банкам или другим финансовым учреждениям при возникновении угрозы их краха. Считается, что без такой помощи банки окажутся не только неплатёжеспособными, но это также будет иметь колоссальные последствия для всей экономики, что приведёт к системному кризису. Соблюдение банковских норм контролируется банковскими ревизорами.
Задача банковского регулирования, как правило, является функцией соответствующих центральных банков. Так, в России этим органом является Банк России.

### Цели банковского регулирования
Цели банковского регулирования различаются в зависимости от сферы полномочий. Наиболее распространёнными целями являются:
- пруденциальная цель: снижение уровня риска, которому подвергаются кредиторы банка (то есть защиты вкладчиков)[4];
- снижение системного риска, возникающего в результате неблагоприятных экономических условий для банков, что вызывают множественные или крупные банкротства банков[5];
- избежание неправомерного использования банков, в частности в преступных целях, к примеру для отмывания доходов, полученных преступным путём;
- защита банковской тайны;
- распределение кредита: направление средств в значимые сектора;
- справедливое обращение с клиентами и обеспечение корпоративной социальной ответственности.

### Общие принципы банковского регулирования
Банковские правила сильно различаются в зависимости от зоны применения.

#### Лицензирование и надзор
Банковское регулирование представляет собой сложный процесс и обычно состоит из двух составляющих:
- лицензирование и
- банковский надзор.

Лицензирование направлено на установление определённых требований для открытия нового банка. Лицензирование состоит в предоставлении владельцам лицензий права владеть банком и управлять им. Процесс лицензирования зависит от нормативно-правовой базы страны, в котором находится банк и как правило включает в себя оценку намерений организации и её способности соблюдать нормативные требования, регулирующие деятельность банка, его финансовую устойчивость и управленческие действия. Регулирующий орган осуществляет надзор за лицензированными банками на предмет соблюдения требований и реагирует на нарушения требований путём приобретения гарантий, выпуска указаний, наложения штрафов или (в конечном итоге) отзыва лицензии банка.
Банковский надзор является продолжением процесса выдачи лицензии и состоит в надзоре за деятельностью банка со стороны государственного регулирующего органа (обычно центрального банка или другого независимого государственного органа). Надзор обеспечивает соответствие деятельности банка нормативным требованиям и позволяет обнаруживать возможные отклонения от нормативных стандартов. Надзорная деятельность включает проверку документов, операций и процессов банка на месте или оценку отчётов, представляемых банком. Органами банковского надзора выступают Федеральная резервная система и Федеральная корпорация по страхованию вкладов в США, Управление по контролю за деятельностью финансовых организаций и Управление пруденциального контроля в Великобритании, Федеральная служба по финансовым рынкам в России, Федеральное управление финансового надзора Германии (BaFin) в Германии.

#### Минимальные требования
Национальный банковский регулятор устанавливает требования к банкам для достижения целей регулятора. Часто эти требования тесно связаны с уровнем подверженности банка риску для определённого сектора. Наиболее важным минимальным требованием в банковском регулировании является поддержание минимальных коэффициентов достаточности капитала. В некоторой степени банки США имеют некоторую свободу действий в определении того, кто будет осуществлять их надзор и регулирование.

#### Рыночная дисциплина
Регулятор обязывает банки публично раскрывать финансовую и другую информацию, которые вкладчики и другие кредиторы могут использовать для оценки уровня риска и принятия инвестиционных решений. В результате банк подчиняется рыночной дисциплине, и регулирующий орган также может использовать информацию о рыночных ценах в качестве индикатора финансового состояния банка.

### Инструменты банковского регулирования

#### Требования к капиталу
Требование к капиталу устанавливает условия, при котором банки определяют объёмы капитала по отношению к своим активам. На международном уровне Базельский комитет по банковскому надзору, входящий в состав банка международных расчётов, оказывает влияние на требования к капиталу отдельных стран. В 1988 году Комитетом была введена система оценки капитала, известной как Базельское соглашение о капитале. Последняя система оценки достаточности капитала широко известна как Базель III.

#### Резервные требования
Резервные требования устанавливает минимальные резервы, которые банки обязаны иметь для выплаты по вкладам до востребования. Этот тип регулирования утратил свою прежнюю роль, поскольку акцент сместился на достаточность капитала, а во многих странах не существует минимальной нормы резервирования. Целью минимальных норм резервирования является ликвидность, а не безопасность. Примером страны с современной минимальной нормой резервирования является Гонконг, где банки обязаны поддерживать лишь 25% своих обязательств, подлежащих оплате по востребованию или в течение 1 месяца, в качестве ликвидных активов.
Резервные требования также использовались в прошлом для контроля запасов банкнот и/или банковских депозитов. Обязательные резервы иногда представляли собой золото, банкноты или депозиты центрального банка и иностранную валюту.

#### Корпоративное управление
Требования корпоративного управления предназначены для поощрения эффективного управления банком и являются косвенным способом достижения других целей. Поскольку многие банки относительно велики и имеют множество подразделений, руководству важно внимательно следить за всеми операциями. Инвесторы и клиенты часто возлагают ответственность за ошибки на высшее руководство, поскольку ожидается, что эти лица осведомлены о всей деятельности учреждения. Некоторые из этих требований могут включать:
- являться юридическим лицом (то есть не физическим лицом, товариществом, трастом или другим некорпоративным юридическим лицом);
- быть зарегистрированным по месту и / или быть зарегистрированным в качестве юридического лица определённого типа, а не зарегистрированным в иностранной юрисдикции;
- иметь минимальное количество директоров;
- иметь организационную структуру, включающую различные офисы и должностных лиц, то есть корпоративного секретаря, казначея/финансового директора, аудитора, комитета по управлению активами и пассивами, сотрудника по вопросам конфиденциальности, сотрудника по соблюдению и т.д. Вместе с тем, требования могут включать обязательность утверждения сотрудников или их принадлежность к утверждённой группе лиц;
- иметь утверждённый устав, который содержит или не содержит определённые положения, например положения, запрещающие директорам действовать вне интересах компании (например, в интересах материнской компании).

#### Требования к финансовой отчётности и раскрытию информации
Среди наиболее важных правил, которые налагаются на банковские учреждения, является требование о раскрытия информации о финансовом положении банка. Так, в США руководства банков, торгующих на открытом рынке, Комиссия по ценным бумагам и биржам обязывает составлению годовой финансовой отчётности в соответствии с международными стандартами финансовой отчётности, проведения их аудита, а также их регистрации и публикации. Часто, банки обязаны публиковать финансовую отчётность на более частой основе, например ежеквартально. Закон Сарбейнза — Оксли от 2002 года подробно описывает точную структуру отчётов, которые требует комиссия.
В дополнение к публикации финансовой отчётности, комиссия также требует подтверждения руководством банка точности публикуемой финансовой информации. То есть, в годовом отчёте должен быть включён отчёт руководства о внутреннем контроле компании за финансовой отчётностью. Отчёт о внутреннем контроле должен включать: заявление об ответственности руководства за установление и поддержание надлежащего внутреннего контроля над финансовой отчётностью компании; оценка руководством эффективности системы внутреннего контроля компании за финансовой отчётностью по состоянию на конец последнего финансового года компании; заявление, определяющее структуру, используемую руководством для оценки эффективности внутреннего контроля за финансовой отчётностью; и заявление о том, что зарегистрированная аудиторская фирма, проводившая аудит финансовой отчётности компании, выдала подтверждение оценки руководством внутреннего контроля компании за финансовой отчётностью. Согласно новым правилам, компания обязана включить зарегистрированный отчёт о подтверждении проверяющей бухгалтерской фирмы в годовой отчёт. Кроме того, Комиссия по ценным бумагам и биржам также обязывает включение оценки руководством любых изменений в системе внутреннего контроля компании за финансовой отчётностью, произошедшие в течение финансового квартала, которые существенно повлияли или могут оказать существенное влияние на систему внутреннего контроля компании за финансовой отчётностью

#### Требование кредитного рейтинга
Банки могут быть обязаны получению и поддержанию определённого кредитного рейтинга от сертифицированного рейтингового агентства и раскрытию информацию о нём текущим и потенциальным инвесторам. Кроме того, банки могут быть обязаны иметь минимальный кредитный рейтинг. Подобные рейтинги предназначены для предоставления информации потенциальным клиентам или инвесторам о риске банка при ведении с ним операций физическим или юридическим лицом. Рейтинги отражают склонность банка к рискованным предприятиям, а также вероятность успеха в таких сделках или инициативах. Рейтинговые агентства, которые наиболее строго контролируют деятельность банков, включают большую тройку, в состав которых входят Fitch Group, Standard and Poor's и Moody's. Эти агентства имеют наибольшее влияние на то, как банки (и все публичные компании) воспринимаются участниками публичного рынка. В последние годы, после финансового кризиса 2007—2008 годов, многие экономисты утверждают, что эти агентства сталкиваются с серьёзной проблемой конфликта интересов в своей основной бизнес-модели. Клиенты платят этим агентствам за то, чтобы они оценивали свою компанию на основе их относительного риска на рынке. Тогда возникает вопрос, кому агентство предоставляет свои услуги: компании или рынку?
Европейские эксперты по финансовой экономики, в частности, Всемирный форум по пенсиям и инвестициям (англ. World Pensions & Investments Forum) полагают, что европейские державы, такие как Франция и Германия, догматически и наивно настаивали на принятии рекомендаций Базеля II, принятых в 2005 году, которые закреплены в законодательство Европейского Союза посредством Директивы о капитальных требованиях. Это привело к тому, что европейские банки, и в частности Европейский центральный банк, стали ещё больше полагаться на стандартизированные оценки «кредитного риска», агрессивно продвигаемые двумя американскими рейтинговыми агентствами — Moody's и S&P, используя таким образом государственную политику и, в конечном итоге, средства налогоплательщиков для усиления антиконкурентной дуополистической практики, похожей на исключительное дилерство. По сути, европейские правительства отказались от большей части своих регулирующих полномочий в пользу неевропейского, крайне дерегулированного частного картеля.

#### Ограничения на операции, ставящие под риск значительную часть капитала банка
Банкам может быть запрещено иметь необоснованно большие риски в отношении отдельных контрагентов или групп связанных контрагентов. Такое ограничение может быть выражено в виде доли активов или собственного капитала банка, тогда как различные ограничения могут быть применены в зависимости от объёмов ценных бумаг в распоряжении контрагента либо его кредитного рейтинга. Ограничение непропорциональной подверженности финансового учреждения высокорисковым инвестициям не позволяет им подвергать капитал акционеров (а также фирм) необоснованному риску.

#### Ограничения деятельности и членства
В США в ответ на Великую депрессию 1930-х годов Президентом США Франклин Д. Рузвельтом в рамках Нового курса были приняты Закон о ценных бумагах (в 1933 году) и Закон Гласса — Стиголла, устанавливающие всеобъемлющую схему регулирования публичного предложения ценных бумаг и в целом запрещающие коммерческим банкам андеррайтинг и операции с этими ценными бумагами. Закон Гласса — Стиголла запрещает аффилированность между банками (депозитные учреждения, то есть финансовые учреждения, в которых хранятся застрахованные на федеральном уровне потребительские депозиты) и фирмами по ценным бумагам (которые обычно называются инвестиционными банками, хотя они технически и не являются банками и в них не хранятся потребительские депозиты, застрахованные на федеральном уровне).
Дополнительные ограничения на аффилированность банков с небанковскими учреждениями были введены в действие Законом о банковских холдинговых компаниях от 1956 года и его последующими поправками, исключающими возможность владения или контроля компаниями, владеющими банками, долей в страховых компаниях, производственных компаниях, компаниях по операциям с недвижимостью, фирмах по ценным бумагам или любых других небанковских учреждениях. Как следствие, в Соединённых Штатах были разработаны различные системы регулирования банков и компаний, занимающихся ценными бумагами.

## Банковское регулирование в России
Банковское регулирование в Российской Федерации — России осуществляется Банком России, который определяет:
- обязательные для кредитных организаций и банковских групп правила проведения банковских операций;
- нормативы бухгалтерского учёта и отчётности;
- правила организации внутреннего контроля, составления и представления бухгалтерской и статистической отчётности, а также другой информации.

Кроме того, ЦБ России устанавливает следующие финансовые нормативы для кредитных организаций:
- предельный размер имущественных (неденежных) вкладов в уставный капитал кредитной организации, а также перечень видов имущества в неденежной форме, которое может быть внесено в оплату уставного капитала;
- максимальный размер риска на одного заёмщика или группу связанных;
- максимальный размер крупных кредитных рисков;
- нормативы ликвидности кредитной организации;
- нормативы достаточности собственных средств (капитала);
- размеры валютного, процентного и иных финансовых рисков;
- минимальный размер резервов, создаваемых под риски;
- нормативы использования собственных средств (капитала) кредитной организации для приобретения акций (долей) других юридических лиц (не более 25 % от собственных средств);
- максимальный размер кредитов, банковских гарантий и поручительств, предоставленных кредитной организацией или банковской группой своим участникам (акционерам).

Базовые нормативы прописаны в федеральном законе: максимальный размер риска на одного заёмщика не может превышать 25 % размера собственных средств банка. Максимальный размер крупных кредитных рисков (сумма кредитов, гарантий и поручительств в пользу одного заёмщика, составляющая более 5 % средств) должен быть не больше 800 % от капитала. Банк не может вкладывать более 25% своих собственных средств в акции и доли других юридических лиц. Максимальный размер кредитов, банковских гарантий и поручительств, предоставленных кредитной организацией своим участникам (акционерам), ограничен 50 %. Остальные нормативные показатели определяются Банком России самостоятельно.
Для контроля соблюдения законов и нормативов ЦБ наделён правом проведения проверок кредитных организаций, по результатам которых он может применять следующие санкции:
- взыскать с кредитной организации штраф до 1 % от уставного капитала;
- потребовать осуществления мероприятий по её финансовому оздоровлению, в том числе изменения структуры активов, замены руководителей, осуществления реорганизации;
- изменить на срок до шести месяцев установленные для кредитной организации обязательные нормативы;
- ввести запрет на осуществление кредитной организацией отдельных банковских операций, а также на открытие филиалов на срок до одного года;
- назначить временную администрацию на срок до шести месяцев;
- ввести запрет на осуществление реорганизации кредитной организации;
- предложить учредителям увеличить размер собственных средств кредитной организации до размера, обеспечивающего соблюдение обязательных нормативов.

Высшей мерой наказания для банка, которую может применить ЦБ, является отзыв лицензии, за ним должна последовать ликвидация банка. Кроме того, в ряде случаев Банк России может направить в кредитную организацию своего уполномоченного представителя.

## Банковское право в России

### Методы правового регулирования банковского права
- Равенство;
- Автономия воли;
- Имущественная самостоятельность

### Принципы банковского права
- Дозволительная направленность;
- Юридическое равенство участников;
- Добросовестность осуществления гражданского права;
- Неприкосновенность собственности;
- Свобода договора;
- Недопустимость произвольного вмешательства в частные дела;
- Беспрепятственное осуществление прав;
- Восстановление нарушенных прав;[17]
- Судебная защита.

Данные принципы могут быть подтверждены ст.1 ГК России.

#### Институциональные принципы

##### Принципы расчётов
- Свобода выбора формы расчёта ( ст. 862 ГК России)[18];
- Осуществление платежей в безналичной форме (ст. 34, ст. 35, ст. 861  ГК России)[19];
- Списание по согласию (ст. 854 ГК России)[20];
- Платежи за счёт собственных средств (ст. 850 ГК России)[21];
- Списание средств в порядке поступления распоряжений (ст. 855 ГК России)[22].

##### Принципы кредитования
- Срочность кредитования (ст. 810 ГК России)[23];
- Возвратность кредита (ст. 807, ст. 810, ст. 819 ГК России)[23][24][25];
- Возмездность кредитования (ст. 809, ст. 819 ГК России)[25][26];
- Целевое использование кредита (ст.814, ст. 821 ГК России);[27][28]
- Обеспеченность своевременного возврата кредита ( ст. 813 ГК России).[29]